# Karl Pezellen
Karl Pezellen (11. září 1854 Žatec – 7. února 1940 Praha) byl rakousko-uherský státní úředník. Od roku 1880 působil ve státní správě Českého království, působil převážně v severních a západních Čechách. Naposledy byl okresním hejtmanem v Kadani (1906–1915). 

## Životopis
Pocházel z rodiny žateckého obchodníka Ferdinanda Pezellena (respektive Pezeli, 1823–1886). Službu ve státních úřadech nastoupil jako konceptní praktikant u českého místodržitelství v roce 1880, krátce působil v Děčíně, Kraslicích a Jablonci nad Nisou. S titulem okresního komisaře poté vystřídal působiště v Chebu a Chomutově a v roce 1893 byl jmenován místodržitelským tajemníkem. V letech 1895–1902 byl okresním hejtmanem v Teplé a v letech 1902–1906 byl prvním hejtmanem nově zřízeného okresu Mariánské Lázně. V této funkci byl v roce 1904 jedním z organizátorů setkání císaře Františka Josefa s britským králem Eduardem VII. Nakonec byl okresním hejtmanem v Kadani (1906–1915), kde se také angažoval ve vedení městské spořitelny a správě železniční trati Kadaň–Doupov. V roce 1912 obdržel titul místodržitelského rady. V roce 1915 byl penzionován  a od té doby žil v soukromí v Praze, kde také zemřel. Je pohřben na Olšanských hřbitovech.
V roce 1904 získal Řád Františka Josefa a především s ohledem na pobyty zahraničních panovníků v Mariánských Lázních zde v době svého působení získal také několik zahraničních vyznamenání. Díky častým návštěvám britského krále Eduarda VII. získal v roce 1904 Královský řád Viktoriin IV. třídy a v roce 1906 komandérský kříž téhož řádu. Dále byl nositelem perského Řád lva a slunce III. třídy (1902), důstojnického kříže bulharského Řádu sv. Alexandra (1904) a čestného kříže Řádu württemberské koruny (1907). 
V roce 1887 se v kostele sv. Mikuláše v Chebu oženil s Josefou Stummerovou (1867–1949), dcerou viceprezidenta českého místodržitelství a sekčního šéfa na ministerstvu vnitra Josefa Stummera. Měli spolu dvě dcery.
Jeho sestra Rosa (1851–1909) byla manželkou žateckého starosty Franze Bernta. 